# アメリカ・オランダ改革派教会
アメリカ・オランダ改革派教会（あめりかおらんだかいかくはきょうかい。ただし、1628年から1819年まで用いられた名称はNorth American branch of the Dutch Reformed Church、1819年から1867年まではReformed Protestant Dutch Churchであった）は、アメリカに移民したオランダ改革派の信徒が、1628年にアメリカで設立した団体である。現在は、Reformed Church in America(RCA)と言い、アメリカ合衆国で二番目に大きな改革派の教団である。

## 歴史
1517年マルティン・ルターが宗教改革を始めると、ドイツの北部のオランダにルター派が広まったが、次第にオランダ北部を中心にカルヴァン派の影響が強くなった。
オランダのカルヴァン派はゴイセンと呼ばれながら、次第に勢力を拡大し、ドイツ皇帝の迫害にも屈しなかった。ドイツ皇帝が軍隊で弾圧を始めると、オレンジ公ウィリアム1世を指導者として対抗した。北部が独立したり、内紛が起こった。
1581年にオランダの政情が安定すると、教会はハイデルベルク信仰問答とベルギー信条を採択し、オランダ改革派教会が成立した。
1620年頃から、オランダ人がアメリカに移住を始め、オランダ移民によりアメリカ・オランダ改革派教会が形成された。
長年鎖国していた日本が開国すると、1859年11月アメリカ・オランダ改革派ミッションの日本派遣宣教師として、改革派教会牧師のS・R・ブラウン、宣教師G・H・フルベッキ、医療宣教師D・B・シモンズを選んで派遣した。
それ以降、ジェームス・ハミルトン・バラ、ヘンリー・スタウト、チャールズ・ウォルフ、J・L・アメルマン、ユージーン・ブース、マーティン・ワイコフ、ハワード・ハリス、アルバート・オルトマンスなどの宣教師を送り出し明治期の日本の学校教育に大きく貢献した。

## 日本に派遣された宣教師
- S.R.ブラウン(1859)
- D・シモンズ(1859)
- G・H・F・フルベッキ(1859)
- J・H・バラ(1861)
- H・スタウト(1869)
- メアリー・キダー(1869)
- C・H・H・ウォルフ(1871)
- M・N・ワイコフ(1872)
- E・C・ウィットベック(1872)
- J・R・アメルマン(1876)
- H・L・ウィン(1882)
- E・S・ブース(1879)
- C・E・バラ(1881)
- M・L・ウィン
- H・L・ファリントン(1878)
- E・F・ファリントン(1878)
- H・ハリス(1884)
- A・オルトマンス(1886)
- H・V・S・ピーク(1889)